# Douglas Commuter
Douglas Commuter – pierwszy samolot sportowy zaprojektowany w zakładach Douglas Corporation, a także pierwszy jednopłat tej firmy i pierwszy samolot ze skrzydłem o profilu typu Clark Y. Commuter został zaprojektowany z myślą o powracających z wojny pilotach United States Army Air Service, którzy chcieli kontynuować latanie w celach rekreacyjnych. Pomimo dobrych osiągów zbudowano tylko jeden prototyp i nie zdecydowano się na produkcję seryjną głównie z powodu bardzo silnej konkurencji ze strony innych samolotów tego typu oraz małych mocy produkcyjnych Douglasa zajętych wówczas produkcją innych samolotów.

## Opis konstrukcji
Commuter był jednosilnikowym, dwumiejscowym lekkim samolotem sportowym. Był to pierwszy jednopłat zaprojektowany i zbudowany w zakładach Douglasa. Górnopłat miał zewnętrzne zastrzały, skrzydło miało przekrój znany jako Clark Y – był to pierwszy samolot z tego typu skrzydłem. Skrzydła był składane wzdłuż kadłuba co miało ułatwić składowanie samolotu w niewielkich pomieszczeniach takich jak przydomowe garaże.
Kadłub miał konstrukcję drewnianą, pokrytą płótnem z wyjątkiem obudowy silnika, która była aluminiowa. Z obudowy silnika wystawały tłoki silnika. Samolot został zaprojektowany w dwóch wersjach z różnymi silnikami - z trzycylindrowym, chłodzonym powietrzem silnikiem gwiazdowym typu Anzani o mocy 35 koni mechanicznych i z większym, także chłodzonym powietrzem, silnikiem Wright Gale o mocy 60 KM.
Commuter wyposażony był w podwozie klasyczne, niechowane z płozą ogonową.
Rozpiętość skrzydeł wynosiła 37 stóp i 3 cale (11,35 m). Pusty samolot ważył 800 funtów (363 kg), a jego masa startowa wynosiła 1250 funtów (567 kg). Prędkość maksymalna Commutera wynosiła 76 mil na godzinę (122 km/h).

## Historia
Commuter został zaprojektowany jako lekki samolot sportowy, głównie z myślą o powracających z I wojny światowej pilotach którzy chcieliby kontynuować latanie po przejściu do życia cywilnego. Commuter został ukończony i został oblatany w 1926. Pomimo dobrych osiągów nie zdecydowano się wprowadzić samolotu do seryjnej produkcji z powodu bardzo silnej konkurencji i ponieważ w tym czasie zakłady Douglasa były wystarczająco zajęte innymi zamówieniami.